# Christian Tscherning
Carl Christian Tscherning (* 21. Mai 1942 in Kopenhagen; † 24. Oktober 2014 in Kopenhagen) war ein dänischer Geodät und Hochschullehrer. Er gilt in der Geodäsie als Wegbereiter für moderne  mathematische Methoden, insbesondere für die genaue Bestimmung des irdischen Schwerefeldes.

## Leben
Tscherning studierte 1962–70 Mathematik und Geodäsie und wurde in Fachkreisen schon früh bekannt, als er nach Forschungs-Kooperationen in Ohio, bei Helmut Moritz (Berlin/Graz) und am DGFI München die damals in Entwicklung begriffenen globalen harmonischen Erdmodelle von R. H. Rapp et al. in die Geoidbestimmung einführte. Der auch geophysikalisch tätige Forscher war ferner – im Anschluss an H. Moritz (1980) – einer der ersten Anwender der neuen Kollokationsmethode zur kombinierten Verarbeitung von unterschiedlichsten Datenquellen.
Er war ein gefragter Referent und Gastprofessor, der in seinen Vorträgen immer wieder durch originelle Passagen verblüfft. Er erhielt zahlreiche Ehrungen und einige Rufe an andere Hochschulen, fand aber an der Universität Kopenhagen (1977–88 Lektor für Physikalische Geodäsie) bzw. am dänischen Niels-Bohr-Institut die für ihn besten Bedingungen. Seit 2005 ist Tscherning dort Leiter der Forschungsgruppe „Meteorologi, Oceanografi, Geodæsi“, bzw. seit Juli 2007 Gruppenleiter (Dekan) für „Planet und geofysik“ gewesen.
Neben seinen Arbeiten auf dem Gebiet der Mathematischen und der  Höheren Geodäsie befasste sich Tscherning auch mit Themen wie Datenmanagement oder mit allgemeineren Zukunftsaspekten der naturwissenschaftlichen Forschung.
Tscherning hat im Laufe der letzten Jahrzehnte mehrere Symposien und einige Kommissionen und Spezialstudiengruppen der Internationalen Union für Geodäsie und Geophysik (IUGG) bzw. der International Association of Geodesy (IAG) geleitet. Auch in der amerikanischen AGU-Kooperation (AGU: American Geophysical Union) nahm er einige Funktionen wahr. Von 1987 bis 1995 war er Sekretär für die Internationale Geoidkommission und ist seit einigen Jahren Mitglied des GOCE-Projektteams der ESA (Mission Advisory Board für die neu entwickelte Satelliten-Gradiometrie).
Christian Tscherning verfasste bisher etwa 220 fachliche Publikationen, wozu noch zahlreiche Berichte für verschiedene wissenschaftliche Gremien kommen. Er wurde u. a. 1976 mit dem Ole Rømer-Preis und dem Weikko Heiskanen-Award der Universität Ohio ausgezeichnet, und zuletzt 2007 mit der Levallois-Medaille der IAG. Im Jahr 1991 wählte man ihn zum Fellow der American Geophysical Union und 1999 zum Associate der britischen Royal Astronomical Society. Wichtige Beiträge brachte er auch in die SNF, die ESA und in Forschungsbereiche der NATO ein. Dazu gehört die Mitarbeit an Satelliten-Projekten wie Envisat, GEOSONAR und GOCE.